# Héliette de Vivonne
Héliette de Vivonne, née en 1558 et morte le 30 août 1625, est une poétesse française.

## Biographie

Armoiries de Vivonne.

### Famille
Héliette de Vivonne naît en 1558. Elle est la fille de Renée de Vivonne, dame d'Oulmes, et de Charles II de Vivonne, seigneur de La Châtaigneraie, conseiller d'Etat et capitaine de gendarmerie. Elle naît d'une fratrie de quatre enfants dont Marie, André et Isabelle. Elle est la cousine de l'écrivain Brantôme (Pierre de Bourdeilles) et la petite-cousine de Claude Catherine de Clermont, la maréchale de Retz.
Le 10 juillet 1580, elle épouse Louis IV de Montberon, baron de Fontaines-Chalandray et Beaumont-du-Perche, avec qui elle a deux enfants, Louise (1589-1654) et Jean (-1645),.
Dès onze ans, elle est la demoiselle d'honneur de la reine Élisabeth d'Autriche, de 1571 à 1573, puis la dame d'honneur de la reine Louise de Lorraine en 1582.

### Poétesse
Héliette de Vivonne est surnommée pour son style littéraire la « fille de Ronsard » ou encore la « Rosette » par Philippe Desportes.
Elle est connue pour son poème « Le Luth ». Comme de nombreuses poétesses, elle est redécouverte au XIXe siècle par des éditeurs comme S. Sorg et Pierre Louÿs à Paris.

### Inspiratrice
- Philippe Desportes lui consacre le poème « Amours de Cléonice » et la villanelle biographique « Rosette, pour un peu d'absence »[3],[4].
- Pierre Ronsard lui dédie un sonnet[3] :

« Cette Française grecque, aux beaux cheveux châtains,
Dont les yeux sont pareils à Vesper la brunette,
Cette belle, sçavante et céleste Héliette,
De ce siècle l'honneur, tient mon coeur en ses mains »
- Théodore Agrippa d'Aubigné lui écrit le poème « Le Printemps »[3].